# Raoping
Raoping, även romaniserat Jaoping, är ett härad i Chaozhous stad på prefekturnivå i provinsen Guangdong i sydöstra Kina.
Raoping är indelat i 21 köpingar och en administrativ enhet på sockennivå.
Köpingar (zhen):

- Dacheng (大埕镇)
- Dongshan (东山镇)
- Fubin (浮滨镇)
- Fushan (浮山镇)
- Gaotang (高堂镇)
- Haishan (海山镇)
- Huanggang (黄冈镇)
- Jianrao (建饶镇)
- Jingzhou (汫洲镇)
- Lianrao (联饶镇)
- Qiandong (钱东镇)
- Raoyang (饶洋镇)
- Sanrao (三饶镇)
- Shangrao (上饶镇)
- Suocheng (所城镇)
- Tangxi (汤溪镇)
- Xinfeng (新丰镇)
- Xintang (新塘镇)
- Xinxu (新圩镇)
- Zhangxi (樟溪镇)
- Zhelin (柘林镇)

Område på sockennivå:
- Hanjiang Linchang skogsbruk (韩江林场)